# Bank J. Van Breda en Co
Bank Van Breda is een Belgische bank opgericht in Lier in 1930, door de gebroeders Jos en Maurice Van Breda. De bank richt zich enkel naar ondernemers en vrije beroepen. De hoofdzetel is sinds 2006 ondergebracht te Antwerpen in het daartoe gerenoveerde Goederenstation Zuid aan de Ledeganckkaai.

## Governance
Bank J.Van Breda & C° kent twee familiale aandeelhoudersgroepen: de familie Delen en de holdingvennootschap Ackermans & van Haaren die respectievelijk 21,25% en 78,75% van de aandelen in handen hebben. Aangezien de aandeelhouders van Van Breda in dezelfde verhouding ook eigenaars zijn van Delen Private Bank zijn beide financiële instellingen zusterbedrijven.
Bank J.Van Breda & C° heeft twee divisies: Bank de Kremer en Van Breda Car Finance
Sleutelpersonen begin 2021:
- CEO: Dirk Wouters
- CCO: Vic Pourbaix
- Chief Financial Officer (CFO): Véronique Léonard
- Chief Information Officer (CIO) / COO: Marc Wijnants
- Chief Risk Officer (CRO): Tom Franck
- Voorzitter Raad van Bestuur : Jan Suykens

## Ontstaan
Na het faillissement van de Lierse Volksbank in 1929, sloegen de broers Jos en Maurice Van Breda de handen in elkaar om de interessantste activa van de failliet gegane bank (waar Jos de voorbije jaren bediende was) over te kopen. Ze namen het gebouw en een groot deel van het klantenbestand van de voormalige Volksbank over.
Tijdens de crisisjaren 1930 en de Tweede Wereldoorlog konden ze de onderneming het hoofd boven water laten houden.
"Van Breda & C°" (commanditaire vennootschap) in Lier was een kleine stedelijke bank met voornamelijk cliënteel uit de middenstand, en met sinds 1937 een bescheiden afdeling verzekeringen en makelaardij, ondergebracht in de afzonderlijke vennootschap "Verzekeringskantoor J. en M. Van Breda & C°" (nu "Vanbreda Risk & Benefits").

## Leysen en Van Antwerpen
Frans Van Antwerpen was tijdens de oorlogsjaren de leidinggevende bediende bij de bank.
Op 1 augustus 1943 kwam ook de jonge Vaast Leysen het bedrijf versterken, op het moment dat co-stichter Maurice Van Breda terminaal ziek was geworden. Vaast en Frans ontwikkelden een stevige collegiale band.
Eind 1944 werd Vaast Leysen benoemd tot directeur, en in 1948 werkend vennoot, naast Frans Van Antwerpen.
In 1950 trekt stichter Jos Van Breda zich terug uit de firma.
In 1972 kochten Leysen en Van Antwerpen de aandelen over die nog in het bezit waren van de stille vennoten in de familie Van Breda.
De firma behoudt de naam Van Breda, maar de nieuwe eigenaars zijn nu Vaast Leysen en Frans Van Antwerpen.

## Ackermans & van Haaren
In de jaren 90 vond een strategische heroriëntatie plaats omdat de bank niet kon concurreren met de Belgische grootbanken, laat staan buitenlandse banken. Er werd besloten om zich enkel te concentreren op enkele beperkte doelgroepen waarbij door specialisatie hogere marges te halen vielen. Zo ontstond een nieuwe kernactiviteit: vermogensbegeleiding. Omdat de bank expertise miste op het vlak van vermogensbeheer zocht zij naar een geschikte partner.
Zo koppelde Bank J.Van Breda & C° haar werking aan die van Bank Delen , een gereputeerd vermogenshuis met een vergelijkbare cultuur en sinds 1992 verbonden aan de investeringsmaatschappij Ackermans & van Haaren.
Eind 1997 beslissen Ackermans & van Haaren (AvH) en de groep J.Van Breda & C° hun bankfilialen
onder te brengen in een nieuwe bankholding Finaxis, die de twee nichebanken overkoepelde. Zo zijn beide vandaag zusters met een intensieve samenwerking. Deze samenwerking houdt vooral in dat de bank klanten wint met haar verkoperskanaal, en deze voor vermogensbeheer doorverwijst naar Delen Private Bank. Voor het aanbrengen van deze nieuwe klanten betaalt Delen de bank. Door de dalende marges op deposito's en kredieten zijn deze vergoedingen van Delen inmiddels een belangrijk onderdeel van de inkomsten geworden.
Het belang van AvH in de holding Finaxis bedraagt 60 %. De rest zit bij Promofi NV (vennootschap naar Luxemburgs recht van de familie Jacques Delen) en de families Van Antwerpen en Leysen.
Eind 2003 bereikt AvH een akkoord met de familiale aandeelhouders van Bank J.Van Breda & C° over de overname van hun deelname van 40% in het kapitaal van Finaxis. Tegelijk voert Jacques Delen voert zijn voorkeurrecht uit om 25 % in Finaxis bij Promofi aan te houden. Deze herschikking in de aandeelhoudersstructuur wordt in februari 2004 afgerond.
In 2009 drijft AvH zijn belang in Finaxis op tot 78,75 %; 21,25 % blijft bij Promofi.
De autofinancieringsactiviteit van Bank J.Van Breda & C° is sinds 2001 ondergebracht in een dochtervennootschap: Van Breda Car Finance onderhoudt relaties met autodealers die diverse financieringsvormen voor personenwagens van Van Breda verkopen aan hun klanten. Van Breda betaalt de dealer een vergoeding voor elk krediet dat hij verkoopt. Via de dealer verkoopt Van Breda ook verzekeringen. Sinds 2011 is Bank J.Van Breda & C° bovendien eigenaar van ABK bank, dat zich sindsdien herpositioneerde tot vermogensbegeleider voor zelfstandigen en particulieren. ABK Bank werd in 2018 omgedoopt tot "Bank de Kremer"